# Garibaldi, Oregon
Garibaldi är en ort i Tillamook County i delstaten Oregon, USA.